# José Luque Medina
José «Pepe» Luque Medina, conocido con los seudónimos  Pepe o PP Luque (Sipe Sipe, Cochabamba; 21 de septiembre de 1937-Guayaquil, Ecuador; 30 de marzo de 2020) fue un caricaturista, acuarelista, periodista, dibujante e ilustrador boliviano-ecuatoriano.

## Primeros años
Nació en la comunidad de Sipe Sipe, Cochabamba, Bolivia, el 21 de septiembre de 1937. En sus primeros años, en la campiña cochabambina, utilizó el dinero que le robó a su abuela para comprar un cuaderno y lápices de colores, pues decía que quería retratar los colores y que los artistas son testigos de la época.

## Carrera artística
Trabajó en el periódico La Patria, en 1958, donde fundó el suplemento político “El Mosquito”. Posteriormente fue uno de los fundadores de “Cascabel”, una de las revistas pioneras de humor político que dirigió, en La Paz. Debido a la última caricatura que publicó en 1971, en dicha revista, en crítica al régimen opresivo de la dictadura militar en Bolivia, de Hugo Banzer, fue censurada y tuvo que huir del país pues corría riesgo de ser apresado o morir.
Es así como a la edad de 33 años se refugió en Perú, donde llegó a trabajar como dibujante en el diario Expreso, así como también de La Crónica y Variedades.
Su trabajo siempre se mantuvo sobresaliente, en sus primeros años en Ecuador, se mantuvo trabajando en la publicidad y en 1988, llegó a publicar su trabajo en los diarios El Universo y El Comercio de dicho país, donde radicó por casi 50 años, después de asentarse en Montañita, Salinas y Quito, hasta quedarse definitivamente en la ciudad de Guayaquil. En dicho país también realizó varios murales.
Realizó a lo largo de su vida en Ecuador, diversas acuarelas coloridas con escenas marinas y paisajes de barrios tradicionales como Las Peñas o el Cerro Santa Ana. Dejó la publicidad para dedicarse de lleno al arte, después que realizó con éxito tres exposiciones con sus obras en Guayaquil. Ganó la 2ª Bienal Nacional de la Acuarela de 2006, en la ciudad de Ambato. La curadora y crítica de arte Inés Flores, manifestó sobre sus obras que “capturan con gran realismo los fugitivos efectos de la luz y su juego con la sombra logra un gran despliegue cromático”.
Regresó a Bolivia por asuntos familiares en 2012 y aprovechó para reactivar la revista “Cascabel”, como parte de las actividades del festival Viñetas con Altura. En 2017, en el Espacio Patiño, tuvo una exposición dedicada en homenaje a su trayectoria.
Fue homenajeado por una veintena de pintores en el Teatro Centro de Arte, en 2018, por su trabajo de casi medio siglo retratando en acuarelas a la ciudad de Guayaquil. Uno de los artistas que participó en la muestra, el pintor Luis Portilla, manifestó sobre Luque que “Pepe tiene un gran corazón, es un hombre enamorado del arte y enamorado de Ecuador”. Esto mientras se recuperaba de un accidente, en donde recibió el apoyo local de la comunidad para solventar los gastos.

## Muerte
Tenía planes para una nueva exposición de su obra en la ciudad de Guayaquil, sin embargo, debido a la emergencia sanitaria en Ecuador por la pandemia de enfermedad por coronavirus, no pudo realizarse, ha esto le siguió el quebranto de salud por la insuficiencia renal que padecía, al no poder tener atención médica debido al colapso de hospitales, falleció el 30 de marzo de 2020 en Guayaquil, Ecuador, a las 21:30 horas, mientras se encontraba junto a su esposa Juana Vargas y dos de sus hijas, una de ellas con discapacidad, cumpliendo la cuarentena nacional que el gobierno decretó, según comentó su nieto Sergio Sánchez Luque, quien desde Oruro mantenía comunicación constante con su abuelo en redes sociales.
Su familia pidió ayuda a las autoridades pues no conseguían sepultarlo sin recibir ayuda durante tres días, según lo manifestó Bryham C. Luque en Facebook, pidiendo algún contacto que pueda ayudar. Según uno de sus nietos, Sergio Andrade, manifestó al diario Expreso, que solo llegaron las Fuerzas Armadas para entregarles el acta de defunción y les dijeron que volverían para llevarse el cuerpo y sepultarlo, algo que no sucedió, incluso al llamar al ECU-911 en varias ocasiones, les decían que enviarían a alguien pero esto nunca sucedió. También intentaron sepultarlo en el cementerio Parques de Esperanza, donde un familiar les cedió un nicho, pero no recibieron ayuda pues no estaban realizando traspaso de bóvedas.
Las funerarias estaban copadas con cincuenta turnos diarios y ochenta en espera, pero gracias a la publicación en redes y en los medios donde se dio a conocer que no podían sepultarlo, la Embajada de Bolivia en Ecuador intervino para que se dé el traslado del féretro, el 2 de abril a las 08:30 horas. Finalmente PP Luque pudo ser enterrado al mediodía del 3 de abril.

## Matrimonio y descendencia
Su esposa fue Juana Vargas, a quien él llamaba Pochita, y tuvo cinco hijas: Silvia, Patricia, María Isabel, Teresa y Alejandra; además de 13 nietos.